# 小島健司 (労働運動家)
小島 健司（こじま けんじ、1921年2月23日 - ）は、日本の労働運動家、日本福祉大学名誉教授。
横浜市生まれ。1943年日本大学経済学部卒業。44年荏原製作所入社。労働組合活動に参加し、49年総評調査副部長、1953年書記。60年同調査部長。1968年日本福祉大学教授。2002年定年退任、名誉教授。専攻は賃金論、日本産業史。時計産業史に関心をよせた。

## 著書
- 『戦後日本における低賃金の実態』青木文庫　1954
- 『賃金形態 職務給・能率給の問題点』東洋経済新報社　1958
- 『日本の賃金』岩波新書　1960
- 『職場の賃金論』労仂経済社　1962
- 『賃金闘争ノート』労働旬報社　1964
- 『イタリアの賃金』労働経済社　総評調研シリーズ　1966
- 『日本の職務給』大月書店　1966
- 『賃金問題入門』労働旬報社　労旬新書　1969
- 『青年のための賃金論』労働旬報社　労旬新書　1973
- 『春闘の歴史』青木書店　青木現代叢書　1975
- 『現代の労働問題』青木書店　青木現代叢書　1981
- 『明治の時計』校倉書房　1988
- 『おじいさんの古時計』三省堂　1995
- 『ポケット・ウォッチ物語』グリーンアロー出版社　1998

## 共編著
- 『賃金の法律相談』松岡三郎,田辺照子共著　日本評論社　1955
- 『労働組合の調査活動』宮崎三四郎共編　大月書店　1967
- 『賃金問題と労働運動』編　労働旬報社　1978

## 参考
- 「おじいさんの古時計」著者紹介